# Sarcodraba karraikensis
Sarcodraba karraikensis là một loài thực vật có hoa trong họ Cải. Loài này được Gilg & Muschl. miêu tả khoa học đầu tiên năm 1909.